# 竹前文子
竹前 文子（たけまえ ふみこ）は、日本の童謡歌手。『おかあさんといっしょ』（当時はうたのえほん）3代目うたのおねえさん。
1962年10月 - 1964年3月までの1年半、「うたのおねえさん」を務めた。その後は音楽学校の講師を務める傍ら、自宅で子供に音楽指導もしている。また、音楽関係のイベントのプロデュースなどもしている（「竹前文美子」という源氏名を用いる事もあり）。2017年秋の時点で長野県北佐久郡軽井沢町在住。

### 『うたのえほん』同期
- 中野慶子 - うたのおねえさん
- 砂川啓介 - たいそうのおにいさん
- 佐久間俊直 - たいそうのおにいさん

| スタブアイコン | サブスタブ | この項目は、まだ閲覧者の調べものの参照としては役立たない、歌手に関連した書きかけの項目です。この項目を加筆・訂正などしてくださる協力者を求めています（P:音楽/PJ:芸能人）。 |